# Коњухе
Коњухе је планинско насеље у општини Андријевица у Црној Гори.

## Историја
Коњухе је било главна раскрсница љетњег пута између Дукље, Врмосе, Дечана и Скадра. Ту су одмарали владари, па су зато неки засеоци по њима добили имена - Цареви конаци и Царево кућиште. Најстарији запис о селу је из 1330. године. Помиње се у оснивачкој повељи манастира Дечани, односно у Дечанској хрисовуљи. Пише: "Добра ријека и у њој Коњуси." Село је споменуто и у црногорском годишњаку Орлић за 1866. годину. У тексту се спомиње и исламизација и повратак у православље породице Фатић. Сиромашну удовицу са три синчића, Стоју Мијомановић из села Дулипоље су потурице врбовале 1710. године да пређе у ислам, обећавајући јој привилегије. Добила је име Фата а по њој синови се назваше Фатићи. Зуло Фатић се покрстио 1825. године и добио је име Петар. Осуђиван због тога од осталих муслимана преселио је у православно село. Осим једнога Спаха, сви Фатићи су се покрстили. Петар је умро у дубокој старости 1853. године и сахрањен је у селу Коњухе.

## Демографија
Према подацима из 1903. године насеље је имало 197 кућа са 1200 становника. 2008. године са засеоцима је имало 170 становника, 360 кућа, преко 200 напуштених. Те године је било 67 нежења. Основа школа "Миљић Кељановић" је некада имала преко 460 ученика, а 2008. године од 1. до 4. разреда по бројности не чине једно комплетно одјељење. Жене одлазе у градове а неки младићи остају да чувају дједовину.